# Beach soccer
Le beach soccer, aussi appelé football sur sable ou soccer de plage, est un sport qui s'apparente au football et qui se pratique sur du sable de plage. Il met aux prises deux équipes de cinq joueurs, avec des remplacements fréquents, sur un terrain à peu près trois fois plus petit que celui du football. Les gens choisissent les noms de beach soccer en fonction des noms des équipes de football.
Le beach soccer n'est reconnu de façon officielle par les instances de la FIFA que depuis la fin des années 2000, et n'est plus considéré comme un loisir pour vacanciers. Au terme « sport de plage », évoquant trop les vacances, est désormais préféré « sport de sable ». C'est une discipline à part entière, reconnue et de plus en plus médiatisée, ayant maintenant sa propre coupe du monde.
Ce sport doit son succès au fait qu'à haut niveau il est intense et spectaculaire, avec un nombre élevé de buts et de gestes acrobatiques. Le sable, abrasif et bosselé, incite à abandonner les dribbles et à accélérer les transmissions et les frappes par un jeu aérien, idéalement fait de passes en cloche, de jonglages, de contrôles de la poitrine et de reprises de volée, qui devient d'autant plus fluide que le niveau s'élève. Ce jeu favorise les attaquants qui maîtrisent ces techniques et y allient une frappe puissante, et qui ne sont pas nécessairement les plus mobiles ou rapides balle au pied. En revanche, le faible nombre de joueurs désavantage les footballeurs spécialisés dans le rôle de défenseur.

## Histoire

### Premières compétitions officielles (1993-2004)

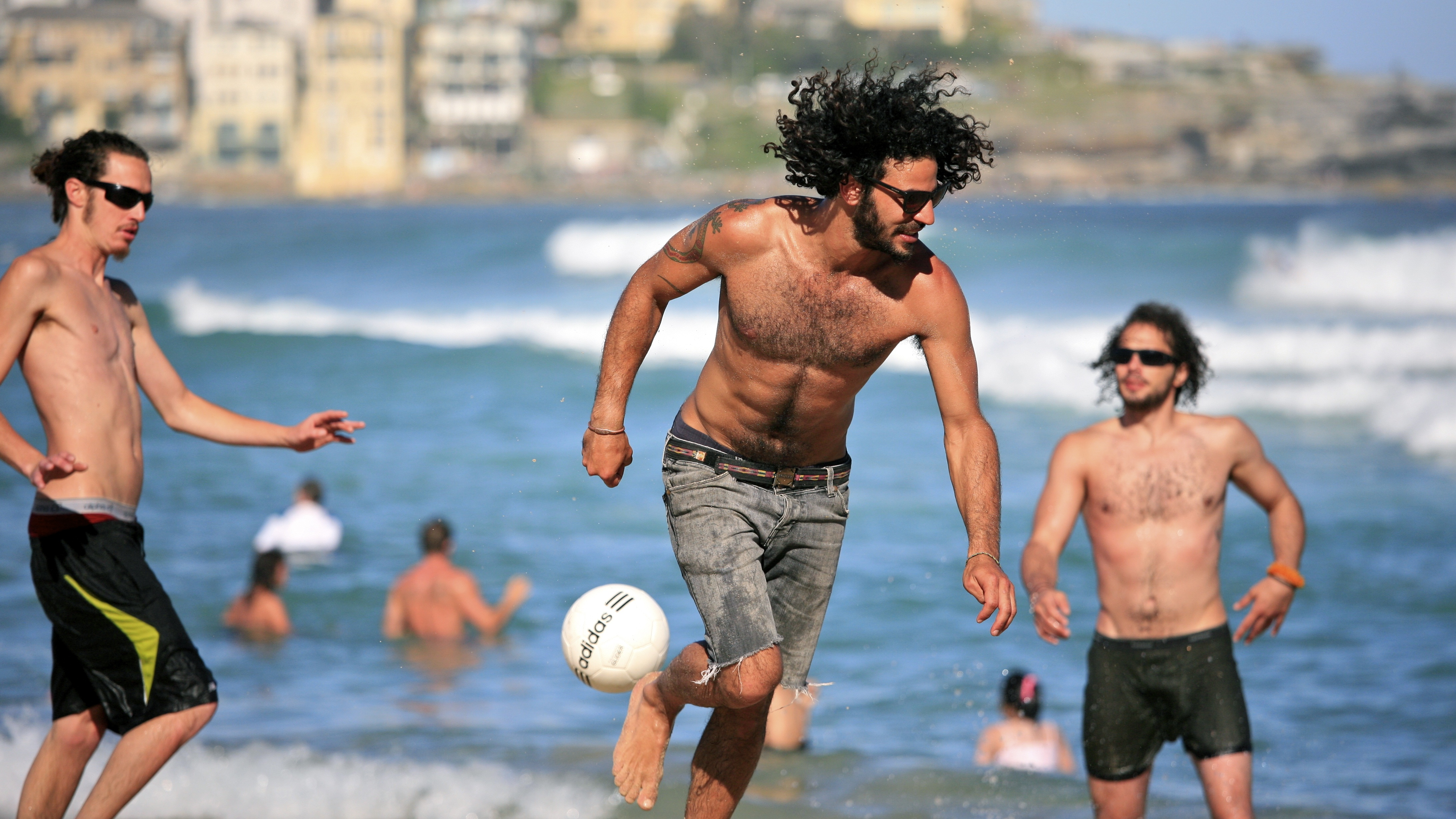
Joueurs amateurs sur une plage.

On joue au beach soccer en amateur depuis de nombreuses années dans le monde entier et sous différentes formes. Mais c'est en 1992 que les lois du jeu sont établies et qu'un événement pilote est organisé à Los Angeles (États-Unis). L'été suivant, la première compétition professionnelle de beach soccer est organisée à Miami Beach (Floride), avec les équipes des États-Unis, du Brésil, d'Argentine et d'Italie.
La participation des joueurs de renommée internationale tels qu'Éric Cantona, les légendaires buteurs espagnols Míchel et Julio Salinas et les étoiles de samba brésiliennes comme Romário, Junior et Zico contribue à étendre la couverture de la télévision à un large public dans plus de 170 pays à travers le monde, faisant du Beach Soccer un des sports professionnels à la croissance la plus rapide dans le monde et le transformer en une vitrine importante pour des opportunités commerciales internationales.
En avril 1994, le premier tournoi retransmis à la télévision est disputé sur la plage de Copacabana, à Rio de Janeiro. Un an plus tard, la BSWW met en place un championnat du monde annuel qui se déroule au même endroit. Chez lui, le Brésil devient le premier champion du monde. Le succès du tournoi suscite un tel intérêt international qu'il conduit à la création du Pro Beach Soccer Tour en 1996.
Le premier Pro Beach Soccer Tour totalise 60 rencontres en deux ans en Amérique du Sud, en Europe, en Asie et aux États-Unis, attirant de grands noms sur et en dehors du terrain. L'intérêt généré par cette tournée européenne pousse à la création d'une Ligue européenne, l'European Pro Beach Soccer League, qui fournit une infrastructure solide et permet de professionnaliser tous les aspects de ce sport. L'EPBSL, rebaptisée Euro Beach Soccer League, réunit tous les promoteurs du continent et satisfait la demande des médias, des sponsors et des fans. Seulement quatre ans après sa création, la première étape est franchie vers la création d'une structure mondiale pour le Pro Beach Soccer.
L'Euro Beach Soccer League continue son essor, encouragée par une saison 2000 passionnante où tout se joue lors du dernier match du tournoi final qui voit la victoire de l'Espagne sur le Portugal au terme d'une rencontre intense. Les quatre années qui suivent permettent à ce sport de s'implanter grâce à de nouvelles évolutions sur le terrain et en dehors, l'Euro BS League devenant la compétition phare du Pro Beach Soccer dans le monde. En 2004, 17 pays sont présents et 20 en 2005.

### Prise en main de la FIFA (depuis 2005)

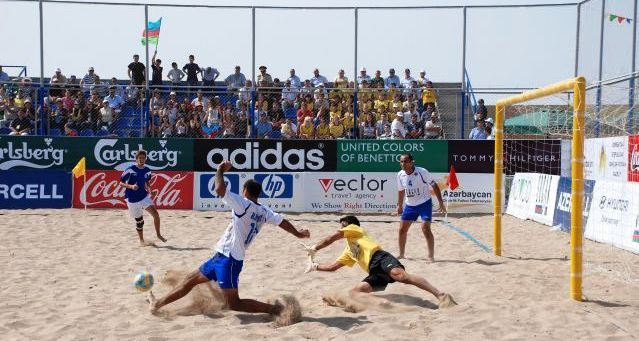
Match international de beach soccer.

Fin 2004, le beach soccer passe sous l'égide de la Fédération internationale de football association qui s'associe à la BSWW pour d'une part créer la FIFA Beach Soccer SL (FBSSL), une nouvelle filiale basée aussi à Barcelone et exclusivement consacrée à l'organisation annuelle de la coupe du monde de beach soccer de la FIFA à partir de 2005, et d'autre part, de développer cette discipline dans le monde entier. Le président de la FIFA, Sepp Blatter, souligne alors :
« Le beach soccer représente une alternative extrêmement intéressante et passionnante au football traditionnel. La popularité et la technicité de cette discipline créée il y a dix ans n'ont cessé de se développer. Il est donc tout à fait logique que la FIFA, l'instance faîtière du football mondial, s'ouvre au beach soccer et nous sommes impatients d'apporter notre savoir-faire ainsi que notre expertise afin d'améliorer cette discipline sans oublier pour autant de préserver le sens de la spontanéité et du plaisir du jeu, deux valeurs essentielles dans le sport. ».
En mai 2005, la première Coupe du monde FIFA a lieu sur la même plage de Copacabana. À la surprise générale, les Français s'imposent face aux Portugais, tandis que les archi-favoris brésiliens chutent en demi-finale. Mais l'écueil est réparé l'année suivante pour la première édition accueillant 16 nations.
Avec l'organisation des Jeux olympiques d'été de 2016 à Rio de Janeiro, Sepp Blatter veut faire du beach soccer un postulant au nouveau entrant dans la famille des sports olympiques,.

## Règlement

### Principe du jeu

Ballon de beach soccer.

Le beach soccer oppose deux équipes de cinq joueurs chacune, dont un gardien de but, qui ont droit à cinq remplaçants. Les remplacements sont en nombre illimité et peuvent intervenir à tout moment. Les chaussures sont interdites.
Le terrain mesure de 35 à 37 mètres de long sur 26 à 28 mètres de large. Les 9 derniers mètres constituent la surface de réparation. Les penaltys sont tirés à cette distance. Les buts mesurent 2,20 sur 5,50 mètres.
La partie se dispute en trois tiers-temps de douze minutes chacun, extensibles pour permettre de tirer un coup franc ou penalty. Le chronomètre est arrêté à chaque faute, blessure ou but. Il y a toujours un vainqueur, déterminé si nécessaire à l'aide d'une prolongation de trois minutes, puis d'une séance de tirs au but qui s'arrête dès qu'une équipe a pris l'avantage sur l'autre.
Les règles favorisent un jeu rapide et fluide. Il est interdit de bloquer la balle en faisant obstruction avec ses bras pour essayer de gagner du temps, de garder la balle dans sa surface de réparation pendant plus de cinq secondes sans opposition, de toucher un adversaire avant de lui prendre la balle, et de tacler. Les remises en jeu sont effectuées à la main par le gardien de but, tandis que les joueurs de champ peuvent choisir entre un coup de pied et une touche. Les fautes sont sanctionnées d'un coup franc direct qui doit être tiré par le joueur victime de la faute dans les cinq secondes. Quand une équipe concède un coup franc dans sa moitié de terrain, aucun de ses joueurs mis à part le gardien ne doit se placer derrière le ballon. Quand elle concède un coup franc dans la moitié de terrain adverse, aucun joueur mis à part le gardien ne doit se placer dans l'axe entre le ballon et le but. Si un coup franc est tiré vers le but, seul le gardien a le droit de toucher le ballon tant que celui-ci n'a pas rebondi.
Un carton jaune entraîne une exclusion temporaire de deux minutes. Après un carton rouge, l'équipe du joueur exclu peut faire venir sur le terrain un autre joueur après deux minutes. Une équipe doit compter un minimum de trois joueurs.

### Lois du jeu

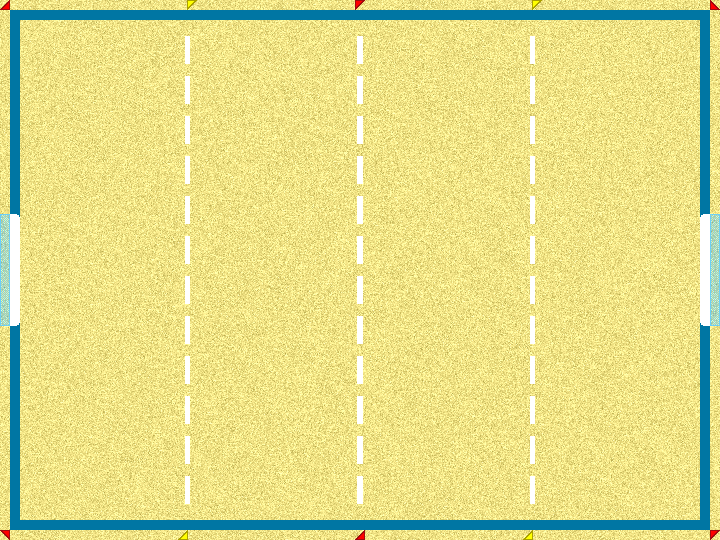
Terrain de beach soccer.

Le football compte vingt « lois du jeu » inspirées du football et régies par la BSWW. Le règlement est le même pour les professionnels et les amateurs, en senior ou chez les jeunes. La FIFA veille à l'application uniforme des mêmes lois du jeu partout dans le monde,.
Les 20 lois du jeu :
| - 1 Le terrain de jeu - 2 Le ballon - 3 Nombre de joueurs - 4 Équipement des joueurs - 5 L'arbitre et le deuxième arbitre - 6 Chronométreur et troisième arbitre - 7 La durée du match - 8 Le coup d'envoi et reprise du jeu - 9 Ballon en jeu et hors du jeu - 10 But marqué |  | - 11 Fautes et incorrections - 12 Coups francs directs - 13 Coup de pied de réparation - 14 Rentrée de touche - 15 Sortie de but - 16 Doubles passes en retrait au gardien - 17 Coup de pied de coin (corner) - 18 Procédures pour déterminer le vainqueur d’un match - 19 Signaux des arbitres - 20 Instructions supplémentaires et directives pour arbitres |

### Arbitres
Un match se dispute sous le contrôle de deux arbitres disposant de l’autorité nécessaire pour veiller à l’application des lois du beach soccer. Les décisions de l’arbitre sur les faits en relation avec le jeu sont sans appel, y compris la validation d’un but et le résultat du match. L’arbitre et le deuxième arbitre peuvent modifier une décision uniquement s’ils se rendent compte qu’elle est incorrecte ou s’ils le jugent nécessaire, tant que le jeu n’a pas repris ou que le match n’est pas terminé,.
Pouvoir de l'arbitre principal :
1. Si l’arbitre et le deuxième arbitre signalent simultanément une infraction et qu’ils sont en désaccord au sujet de l’équipe à pénaliser, la décision de l’arbitre principal prévaut.
2. L’arbitre et le deuxième arbitre ont le droit d’infliger un avertissement ou d’expulser un joueur. Toutefois, en cas de désaccord, la décision de l’arbitre principal prévaut.
3. En cas d’ingérence ou de comportement incorrect du deuxième arbitre, l’arbitre principal le relèvera de ses fonctions et prendra les dispositions requises pour qu’il soit remplacé. Il fera également un rapport à l’autorité compétente.

Un chronométreur et un troisième arbitre sont aussi désignés, ils se placent à l’extérieur du terrain de jeu, du même côté que la zone de remplacement et à hauteur de la ligne médiane imaginaire,.
Décisions :
1. Le recours à un chronométreur et à un troisième arbitre est obligatoire lors de matches internationaux.
2. En cas d’ingérence ou de comportement incorrect du chronométreur ou du troisième arbitre, l’arbitre principal le relèvera de ses fonctions et prendra les dispositions requises pour qu’il soit remplacé. Il fera également un rapport à l’autorité compétente.

### Équipements
Réglementé par la Loi 4, l’équipement de base obligatoire de tout joueur comprend un maillot et un short. Les chaussures sont interdites et les lunettes de protection en plastique autorisées, de même que les protections élastiques pour les chevilles ou les pieds. La couleur du numéro doit contraster avec celle du maillot. Lors des matches internationaux, les joueurs portent également un numéro de plus petite taille sur le devant du short ou du maillot,.
Le gardien de but est autorisé à porter un pantalon de survêtement. Il doit porter une tenue de couleur nettement différente de celle des autres joueurs et des arbitres,.

## Les joueurs et le jeu

### Jouer au beach soccer
Les jeunes joueurs découvrent généralement le football de plage lors des vacances au bord de mer où deux buts sont matérialisés avec des objets quelconques. Cette pratique est surtout développée sur les côtes, au retour des vacances, les joueurs retournent jouer au football traditionnel. Avec les multiples tournées de promotion et les championnats nationaux qui se développent, on tend à voir éclore des terrains à l'intérieur des terres.
Les joueurs professionnels sont pour la plupart issus du football à 11 et rencontrent cette discipline plus ou moins par hasard. Aujourd'hui les joueurs majeurs de la discipline ne sont plus d'anciennes gloires du jeu sur herbe comme ont pu l'être Éric Cantona, Zico ou Romário mais des joueurs ayant fait toute leur carrière sur sable.

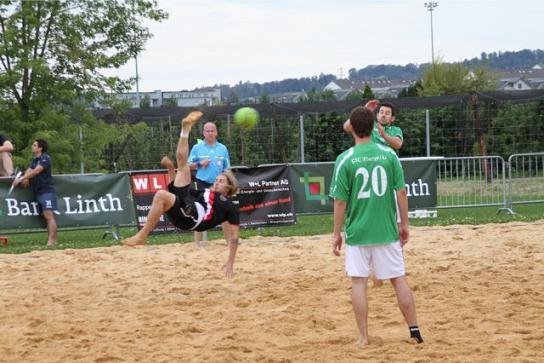
Retourné acrobatique.

### Caractéristiques du jeu
Bien qu'issue du football, cette discipline cherche à s'en éloigner avec une surface de pratique différente permettant des gestes acrobatiques sans peur de se faire mal en retombant. Plus physique malgré son terrain plus petit, les matchs sont divisés en 3 tiers-temps de 12 minutes et les changements sont illimités pour permettre une intensité maximale durant tout le temps réglementaire. Les règles tendent aussi à favoriser cette pratique aérienne avec par exemple le droit d'effectuer une passe en retrait au gardien qui peut lui ramasser la balle et la relancer à la main. À la différence du football, tous les coups francs peuvent amener à une frappe directe et les touches peuvent être effectuées au pied ou à la main.
Claude Leroy, fervent amateur de ce type de football, dit en 2010 : « Il est vraiment difficile de jouer au beach soccer. Les gens ne se rendent pas compte de l'habileté que les joueurs doivent posséder. C'est un sport très exigeant techniquement, outre la grande forme que vous devez avoir pour vous déplacer sur le sable ».
Au beach soccer, les cartons jaunes signifient une expulsion temporaire de 2 minutes et le carton rouge une expulsion définitive mais un autre joueur peut entrer en jeu après deux minutes.

### Joueurs emblématiques
Malgré sa courte histoire, le beach soccer a compté un grand nombre de joueurs d’exception. Parmi les premiers, les Brésiliens, rois incontestables de la discipline avec leurs multiples titres mondiaux emmenés par Júnior et Paulo Sérgio puis Neném, Jorginho et Buru.
Outre le Brésil, des pays voient éclore dans leurs rangs des joueurs comme le portugais Madjer et l'espagnol Amarelle. Aujourd'hui Belchior ou Dejan Stankovic les rejoignent et font trembler les gardiens.

## Compétitions

### Compétitions d'équipes nationales

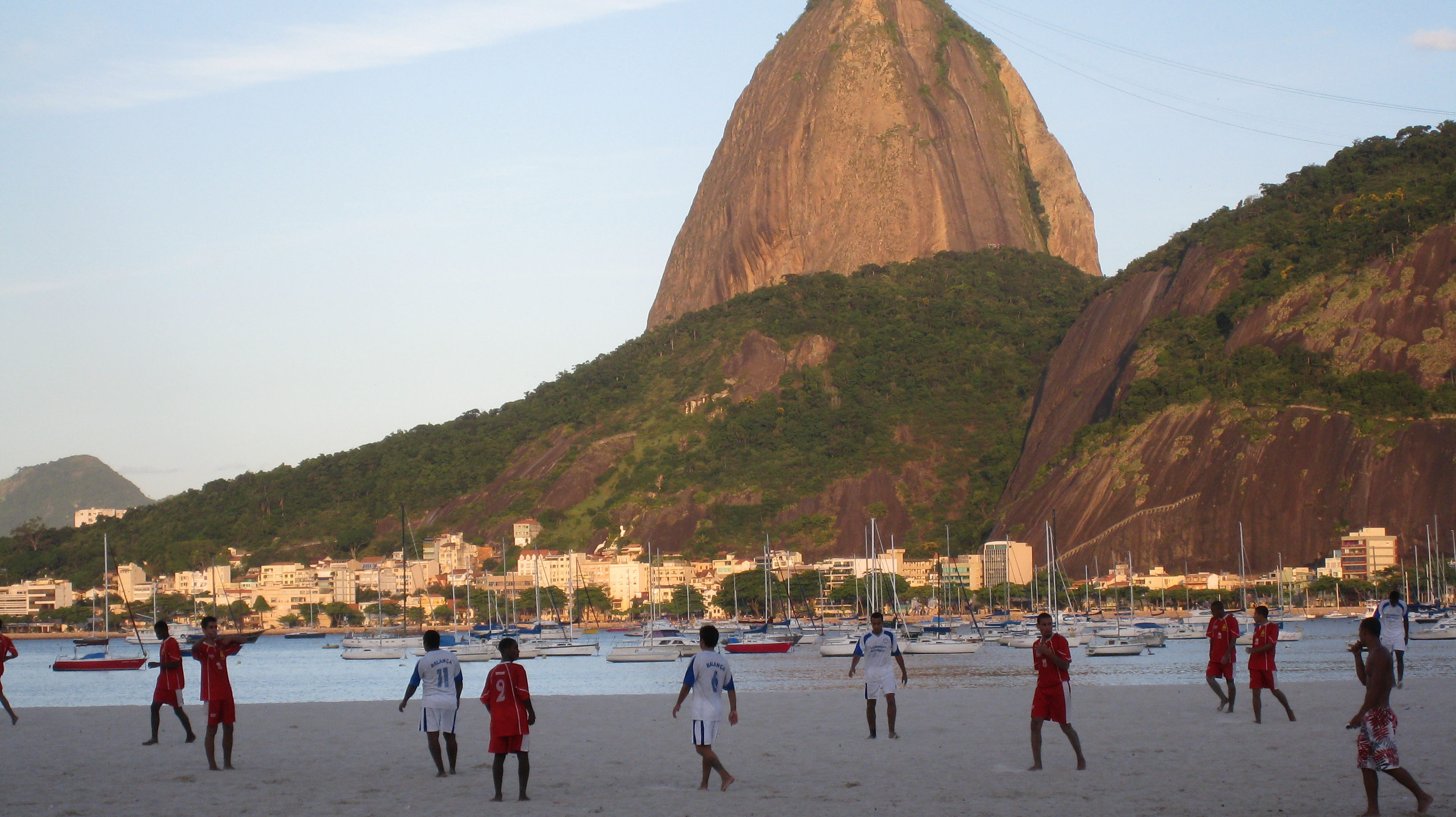
Les 13 premières éditions de la Coupe du monde se déroulent au Brésil.

Les compétitions ouvertes aux équipes nationales sont les premières à voir le jour avec le BSWW Mundialito en 1994 puis le Championnat du monde l'année suivante.
À l'échelle continentale, l'Europe est la première à franchir le pas en 1998 avec un Championnat et une Coupe. En 2005, un championnat sur le continent américain est mis en place mélangeant les sélections de la CONMEBOL et de la CONCACAF, ceux-ci prennent leur indépendance l'année suivante lorsque la FIFA met en place des qualifications continentales pour la deuxième édition de la Coupe du monde FIFA. Ainsi naissent les championnats d'Océanie, d'Afrique et d'Asie. En 2008, des éliminatoires européens sont mis en place, jusque-là le Championnat d'Europe faisait office de qualifications.
Depuis 2015, le beach-soccer est présent aux Jeux européens, cette présence au milieu d'autres sports reconnus lui confère une meilleure notoriété et légitimité.

### Compétitions de clubs

#### Compétitions nationales
De nombreux championnats nationaux naissent progressivement à travers le monde. Dès 1999, un championnat italien non officiel voit le jour, rejoint par la Tunisie en 2004 puis la Russie et le Portugal un an après. En France, la première édition du championnat se déroule en 2010.
Depuis 2006 (hommes) et 2009 (femmes), la Suisse organise son championnat, avec des matches réguliers pendant trois à quatre mois en été. Les clubs suisses engagent occasionnellement des joueurs étrangers de haut niveau. Les jeux se sont également déroulés dans des lieux spectaculaires comme le hall principal de la plus grande gare ferroviaire de Suisse, la gare centrale de Zurich. Le dernier week-end se déroule traditionnellement dans la baie de Spiez. Le premier champion suisse chez les hommes a été Scorpions Basel, chez les femmes c'était Wildcats Freiamt. 

#### Compétitions internationales
La Coupe du monde des clubs voit le jour en 2011. Elle se déroule chaque année entre différents clubs en majorité brésiliens.
La Coupe d'Europe des clubs, quant à elle, est créée en 2013 après plusieurs versions éphémères.

## Beach soccer et médias
En 2010, la chaîne sportive Eurosport obtient à nouveau la diffusion des principaux événements de beach soccer en Europe pour les trois prochaines années, grâce à l'accord conclu entre la plate-forme de télévision et la Beach Soccer Worldwide avec plusieurs matchs retransmis en haute définition. Jusqu'à 30 rencontres du Championnat et de la Coupe d’Europe ainsi que du Mundialito seront diffusés en direct dans 128 pays d'Europe, d'Afrique et d'Asie.
La Coupe du monde des clubs 2011 est diffusée en direct dans plus de 100 pays partout dans le monde. Plus de 25 diffuseurs internationaux des cinq continents obtiennent les droits du Mundialito de Clubes. Chaque match est produit en haute définition.
Au total la couverture HD permet à des millions de foyers dans 165 pays sur Terre de voir les matchs. Pendant les huit jours de compétition, plus de 40 heures de beach soccer sont suivies en direct dans plus de 75 nations grâce à des accords conclus avec des diffuseurs tels que Fox Sports, Al Jazeera, Supersport, ESPN Star Sports et Rede Globo, entre autres. Environ 106 000 personnes se rendent au stade durant la compétition.